# امپراتور گو-موراکامی
امپراتور گو-موراکامی (به ژاپنی: 後村上天皇، Go-Murakami-tennō)؛ (۱۳۲۸–۲۹ مارس ۱۳۶۸) نود و هفتمین امپراتور ژاپن، طبق نظم سنتی جانشینی، و یکی از اعضای دربار جنوبی در طول دوره نانبوکوچو دوره دربارهای رقیب شمالی و جنوبی بود. او از ۱۸ سپتامبر ۱۳۳۹ تا ۲۹ مارس ۱۳۶۸ سلطنت کرد (شوهی (دوره) ۲۳، یازدهمین روز از ماه سوم). نام شخصی او نوری‌یوشی (義良) بود. او از سومیوشی، اوساکا، یوشینو، نارا، نارا (ژاپن) و سایر مکان‌های موقت سلطنت کرد.